# جيفري كاتزنبرج
العنوان (بالإنجليزية: Jeffrey Katzenberg)‏ هو رجل ا عمال ومنتج سينمائي اميركي وهو رئيس التنفيذي لشركة دريم وكما عرف بتوليه منصب رئيس والت ديزني ستوديوز من 1984 إلى 1994.

## روابط خارجية
- جيفري كاتزنبرج على موقع IMDb (الإنجليزية)
- جيفري كاتزنبرج على موقع الموسوعة البريطانية (الإنجليزية)
- جيفري كاتزنبرج على موقع مونزينجر (الألمانية)
- جيفري كاتزنبرج على موقع ألو سيني (الفرنسية)
- جيفري كاتزنبرج على موقع أول موفي (الإنجليزية)
- جيفري كاتزنبرج على موقع قاعدة بيانات الأفلام السويدية (السويدية)
- جيفري كاتزنبرج على موقع إن إن دي بي (الإنجليزية)
- جيفري كاتزنبرج على موقع قاعدة بيانات الفيلم (الإنجليزية)
- جيفري كاتزنبرج على موقع كينوبويسك (الروسية)